# Running back

La disposizione del running back nella linea d'attacco

Il running back nel football americano è il giocatore preposto al gioco di corsa; il suo lavoro consiste principalmente nel ricevere la palla grazie ad un passaggio ravvicinato. In questo nome vengono racchiusi due ruoli che hanno compiti un po' diversi, uno è l'halfback e l'altro è il fullback.
Il running back può ricevere la palla in 2 modi: attraverso il pitch o l'hand-off. Il pitch consiste in un passaggio da parte del quarterback a 3 o 4 metri (un passaggio simile al passaggio all'indietro effettuato nel rugby), mentre nell'hand-off il runningback passa di fianco al quarterback il quale gli dà la palla tra le mani. Un runningback, se rimane dietro la linea di scrimmage, può lanciare la palla come se fosse un quarterback.